# خوردي فان ديلين
خوردي فان ديلين (بالهولندية: Jordy van Deelen)‏ (29 يونيو 1993 بروتردام في هولندا - ) هو لاعب كرة قدم هولندي في مركز الدفاع. لعب مع فاينورد ونادي إكسلسيور ونادي إيمن ونادي دوردريخت.

## وصلات خارجية
- خوردي فان ديلين على موقع قاعدة بيانات كرة القدم.إي يو (الإنجليزية)
- خوردي فان ديلين على موقع عالم كرة القدم.نت (الإنجليزية)